# Battlestations: Midway
Battlestations: Midway est un jeu vidéo de stratégie en temps réel incluant un simulateur naval et un simulateur de vol sorti en 2007 sur PC et Xbox 360. Il a pour suite Battlestations: Pacific.

## Système de jeu
Le jeu a pour cadre la théâtre Pacifique de la Seconde Guerre mondiale et propose notamment de revivre l'attaque de Pearl Harbor, la bataille de la mer de Java ou encore la bataille de Midway.
Il comporte un mode solo et un mode multijoueurs, où le joueur choisit son camp parmi les nations jouables (États-Unis, Royaume-Uni et Empire du Japon). Il peut également choisir de contrôler un navire, un sous-marin, un avion, un chantier naval, un aérodrome ou encore une combinaison de plusieurs rôles, ayant la possibilité de basculer entre ces unités allouées de façon à remplir les objectifs de mission. Chaque unité possède également ses propres caractéristiques uniques et des commandes particulières. Des succès peuvent être également débloqués, tels que la Medal of Honor, l'Air Medal, le Distinguished Flying Cross etc.
Une démo multijoueurs est sortie le 26 janvier 2007 sur PC et le 24 juillet 2008 sur Mac OS, incluant la bataille des Salomon orientales et pouvant supporter jusqu'à 8 joueurs en ligne.

## Accueil
| Battlestations: Midway |      |       |
| Média                  | Pays | Notes |
| GameSpot               | US   | 79 %  |
| Jeuxvideo.com          | FR   | 11/20 |
| Joystick               | FR   | 7/10  |